# Amália dos Passos Figueiroa
Amália dos Passos Figueiroa (ur. 31 sierpnia 1845 w Porto Alegre, zm. 24 września 1878 tamże) – brazylijska poetka i dziennikarka.

## Życiorys
Urodziła się 31 sierpnia 1845 w Porto Alegre. Jej rodzicami byli Portugalczyk Manoel dos Passos Figueiroa i rodowita Brazylijka Ana Cândida da Rocha Figueiroa. Ojciec przyszłej poetki sam był pisarzem i dziennikarzem, co niewątpliwie wywarło na nią mocny wpływ. Zmarł, kiedy przyszła poetka miała cztery lata. W wieku dwudziestu czterech lat Amália, razem z bratem Josém, inżynierem i profesorem politechniki, wyjechała do Rio de Janeiro. Obdarzona urodą i inteligencją dziewczyna obracała się tam w kręgach dworskich (Brazylia była wtedy cesarstwem). Została też członkinią Sociedade Partenon Literário. Zaangażowała się w ruch abolicjonistyczny i feministyczny. Po powrocie do Porto Alegre związała się z jubilerem i poetą Carlosem Ferreirą. Wyjazd ukochanego na studia do stolicy, po otrzymaniu stypendium cesarskiego, wprawił poetkę w przygnębienie. Odizolowała się w domu. Zapadła na zdrowiu i rozwinęła się u niej gruźlica, choroba w tamtym czasie nieuleczalna. Zmarła 24 września 1878 w rodzinnym Porto Alegre.

## Twórczość
Już od wczesnej młodości pisała wiersze liryczne. Wydała tylko jeden tomik poetycki zatytułowany Crepusculos, który ukazał się w 1872. Oprócz tego publikowała w czasopismach.